# Bonaventure (municipalité régionale de comté)
Pour les articles homonymes, voir Bonaventure.
Bonaventure est une municipalité régionale de comté (MRC) du Québec (Canada), situé dans la région de la Gaspésie–Îles-de-la-Madeleine. Son chef-lieu est New Carlisle. Elle est nommée en l'honneur de Bonaventure de Bagnorea. Elle fait partie de La Baie-des-Chaleurs.

### Subdivisions limitrophes

## Géographie

### Entités territoriales
La MRC est constituée de treize municipalités locales et d'un territoire non organisé.
| Nom                    | Statut                   | Population 2021 | Superficie (km2) | Densité (h/km2) | Ref. |
| ---------------------- | ------------------------ | --------------- | ---------------- | --------------- | ---- |
| Bonaventure            | Ville                    | 2 733           | 106,9            | 25,57           |      |
| Caplan                 | Municipalité             | 1 966           | 85,1             | 23,1            |      |
| Cascapédia–Saint-Jules | Municipalité             | 764             | 161,4            | 4,73            |      |
| Hope                   | Municipalité de canton   | 584             | 70,5             | 8,28            |      |
| Hope Town              | Municipalité             | 334             | 51,1             | 6,54            |      |
| New Carlisle           | Municipalité             | 1 336           | 67,9             | 19,68           |      |
| New Richmond           | Ville                    | 3 683           | 197,8            | 18,62           |      |
| Paspébiac              | Ville                    | 3 033           | 95,2             | 31,86           |      |
| Rivière-Bonaventure    | Territoire non organisé  | 59              | 3 052            | 0,02            |      |
| Saint-Alphonse         | Municipalité             | 711             | 112              | 6,35            |      |
| Saint-Elzéar           | Municipalité             | 464             | 206,5            | 2,25            |      |
| Saint-Godefroi         | Municipalité de canton   | 350             | 63,6             | 5,5             |      |
| Saint-Siméon           | Municipalité de paroisse | 1 207           | 56,3             | 21,44           |      |
| Shigawake              | Municipalité             | 333             | 75,4             | 4,42            |      |
| Total                  | Total                    | 17 557          | 4 379,4          | 4,01            |      |

## Démographie
| 1991   | 1996   | 2001   | 2006   | 2011   | 2016   | 2021   |
| ------ | ------ | ------ | ------ | ------ | ------ | ------ |
| 19 848 | 19 550 | 18 267 | 17 948 | 18 000 | 17 660 | 17 557 |